# Athens (Michigan)
Pour les articles homonymes, voir Athens.
La ville américaine d’Athens est située dans le comté de Calhoun, dans l’État du Michigan. Lors du recensement de 2010, sa population s’élevait à 1 024 habitants.

## Source
- (en) Cet article est partiellement ou en totalité issu de l’article de Wikipédia en anglais intitulé « Athens, Michigan » (voir la liste des auteurs).